# Chiemsee (comună)
Chiemsee (pronunție [k'iim-zee]) este o comună din landul Bavaria, Germania. Este formată din 3 insule din lacul Chiemsee (cel mai mare lac din Bavaria), și anume: Frauenchiemsee (sau Fraueninsel, Insula Damelor), Herrenchiemsee (sau Herreninsel, Insula Domnilor) și Krautinsel (nelocuită). Lacul Chiemsee însuși ține însă de districtul rural Traunstein.
Cea mai renumită dintre insule este Herreninsel, pe care se află două palate: Palatul Vechi (o fostă mănăstire) și Noul Palat Herrenchiemsee al regelui Ludovic al II-lea al Bavariei.